# Adolfo Canecín
Adolfo Ramón Canecín (ur. 25 marca 1958 w Formosa) – argentyński duchowny katolicki, biskup diecezjalny Goyi od 2015.

## Życiorys

### Prezbiterat
Święcenia kapłańskie otrzymał 25 marca 1988 i został inkardynowany do diecezji Formosa. Był m.in. rektorem kościoła katedralnego w Formosie, rektorem seminarium w Resistencii, wikariuszem generalnym diecezji oraz wikariuszem biskupim ds. duszpasterskich.

### Episkopat
9 grudnia 2014 papież Franciszek mianował go biskupem koadiutorem diecezji Goya. Sakry udzielił mu 25 marca 2015 ordynariusz diecezji Goya - biskup Ricardo Oscar Faifer. Rządy w diecezji objął 24 września 2015, po przejściu poprzednika na emeryturę.